# Joris Verdin
Joris Verdin, född den 21 januari 1952, är en flamsk-belgisk organist och musikolog. Han konserterar världen över och har spelat in ett flertal skivor, däribland samtliga verk för orgel och orgelharmonium av César Franck; framförallt hans tolkningar av Franck har blivit lovordade. Verdin undervisar för närvarande i orgel vid kungliga konservatoriet i Antwerpen (Koninklijk Conservatorium Antwerpen) och i musikteori vid det Katolska universitetet i Leuven (Katholieke Universiteit Leuven).
Han är en ivrare för det franska expressionsharmoniet och dess litteratur, om vilket han sprider kunskap om med texter och inspelningar.
Verdin är återkommande på besök i Sverige, bland annat till Göteborg Organ Art Center (Goart), en institution för orgelforskning vid Göteborgs universitets konstnärliga fakultet.